# Arctomecon californica
Arctomecon californica (Torr. & Frém., 1845) è una pianta erbacea appartenente alla famiglia delle Papaveraceae, endemica dei margini settentrionali del deserto del Mojave.

## Descrizione
A. californica è una pianta perenne alta fino a 60 cm, con un robusto fittone e una rosetta basale di foglie lunghe fino a 15 cm, coperte da una peluria ispida biancastra. Le foglie, di colore grigio-bluastro, hanno una forma a cuneo, ristretta alla base e più ampia nella parte superiore, che può presentare un apice tridentato. Il fusto è privo di foglie, mentre le gemme sono glabre; le infiorescenze sono ramificate nei pressi della parte apicale della pianta. I fiori hanno un colore giallo brillante, e presentano comunemente 6 petali lunghi fino a 5 cm; i 2 o 3 sepali, glabri, cadono subito dopo l'apertura del fiore. Il frutto è una capsula ovoidale che contiene almeno un centinaio di semi di colore nero.

## Habitat e distribuzione
A. californica è una pianta in pericolo di estinzione che vive in aree ristrette ubicate a nord del deserto del Mojave, nelle zone di Las Vegas e del lago Mead, tra il Nevada e l'Arizona. La pianta è stata censita a quote comprese tra i 550 e i 950 m. La specie è stata osservata principalmente abitare suoli gessosi, ma l'influenza di tale tipo di suolo sulla sua biologia non è ancora stata studiata. Recenti studi hanno calcolato che il 34,60% degli esemplari osservati occupano invece suoli di tipo calcareo, suggerendo l'ipotesi che la presenza di gesso non sia così determinante come si pensava un tempo per la presenza della specie.

## Biologia
A. californica vive mediamente tra i 3 e i 10 anni, sopportando escursioni termiche estreme e scarsissime precipitaziomi annue. Nel suo primo anno dalla germinazione la pianta non produce fiori; in caso di adeguata presenza di umidità fiorisce durante il secondo anno. La fioritura avviene tra maggio e giugno.
La specie è allogama; i principali agenti impollinatori sono per lo più insetti del genere Apis, ma tra di essi si trovano anche alcuni coleotteri.

## Usi
Negli esemplari di A. californica sono presenti alcuni alcaloidi, principalmente protopina e allocriptopina, che potrebbero avere numerose potenzialità per un'ampia gamma di usi farmaceutici. Le piante possono risultare velenose agli ovini in misura maggiore che per i bovini.